# Zygmunt Stadnicki
Zygmunt Stadnicki herbu Szreniawa bez Krzyża (zm. 1625) – polski szlachcic, właściciel Rudawki i Żurawicy.
Był synem  słynnego Stanisława Diabła Stadnickiego. Z braćmi, starszym Władysławem i młodszym Stanisławem, przez współczesnych zwani byli Diablętami.
Bracia staczali zacięte boje o podział dóbr, najpierw z matką (zm. 1619), później z siostrą Felicjaną, którą po śmierci matki uwięzili najpierw w Łańcucie, potem w Żurawicy u Zygmunta. Ostatecznie zrzekła się ona na ich rzecz spadku po ojcu. Zygmunt, zamiast odbudową starego zamku w Łańcucie, zajął się budową nowej twierdzy, do kompleksu której zostały włączone niektóre fortyfikacje, stanowiące niegdyś element poprzedniego zamku. Brał udział w strzelaninie w katedrze w Przemyślu w 1621 roku. Został zamordowany w roku 1625.